# 詐害的譲渡
詐害的譲渡（さがいてきじょうと）とは、英米法において、債権者を詐害する目的で行われる譲渡行為で無効とされるものをいう。詐欺的譲渡ともいう。
英米法（特に米国法）では個別債権者の優遇について規律する偏頗行為法（preference law）と責任回避のための故意による財産移転を規律する詐欺的譲渡法（fraudulent transfer law）は実務上別領域で成立し発展したため二つは区別される。

## イギリス
中世までイギリスでは占有と所有が強く結合していたが、15世紀になると物理的な占有と所有権が切り離され、契約による自由な所有権移転や非占有担保への移行が可能となり経済活動の活発化をもたらした。しかし､ 他方で､ 占有と所有の分離によって債務者が友人などと通謀して占有を継続したまま秘密裏に動産を譲渡する詐害行為が問題化した。
1571年、債権者による訴訟提起や強制執行に対し、遅滞させ、妨害、欺罔する意図をもってなされた全ての財産権の移転を無効とする詐害的譲渡法（Statute of Fraudulent Conveyances）が成立した。

## アメリカ
詐害的譲渡の規制のため統一詐害的譲渡禁止法が定められている。